# ایوو پشاک
ایوو پشاک (چکی: Ivo Pešák؛ ۷ سپتامبر ۱۹۴۴ – ۹ مهٔ ۲۰۱۱) خواننده، رقصنده و مجری طنز اهل کشور جمهوری چک بود.